# White Flag (Lied)
White Flag ist ein Lied der britischen Sängerin Dido aus dem Jahr 2003. Der Song wurde im Zuge der Veröffentlichung des Musikalbums Life for Rent herausgegeben und erreichte in zahlreichen Ländern in den Charts die Nummer eins, darunter in Deutschland, Österreich sowie Italien. Es handelt von einer scheinbar gescheiterten Liebe, wobei die Protagonistin versucht, ihre Liebe nicht aufzugeben, obwohl sie glaubt, dass es sinnlos ist.

## Hintergrund
Der Song wurde von Dido, Rollo Armstrong and Rick Nowels geschrieben und produziert. Das Musikstück wurde in F-Dur geschrieben. Die Regie für das Musikvideo führte Joseph Kahn. Neben Dido selbst ist David Boreanaz als Didos Geliebter im Video zu sehen.
Es wird eine Handlung über eine beendete Beziehung erzählt, bei der die Protagonistin Dido sich gedanklich nicht von ihrem Verflossenen loslösen kann, der allerdings selbst davon nichts weiß. Das Ex-Paar hat diverse Gelegenheiten, sich wieder näher zu kommen, ohne dass es der andere bemerkt. Am Ende kehren beide in ihre Wohnungen zurück, die mit Fotos der jeweils anderen Person geschmückt sind.

## Rezeption
White Flag wurde für zahlreiche Auszeichnungen nominiert, wie zum Beispiel für die Grammy Awards 2004 als beste weibliche Pop-Vocal-Performance. Die Auszeichnung ging jedoch an Christina Aguilera für den Song Beautiful. Im selben Jahr gewann Dido mit dem Song den BRIT Award für die beste Single.
Der Song findet sich darüber hinaus in zahlreichen Filmen und Fernsehserien wieder. So ist White Flag in Smallville, The Inbetweeners, Medium – Nichts bleibt verborgen, Die Sopranos, Tru Calling – Schicksal reloaded!, Cold Case – Kein Opfer ist je vergessen, Perfect Stranger, Verführung einer Fremden und Mommy zu hören. Eine Coverversion von White Flag wurde von Carly Rae Jepsen in der Show Canadian Idol gesungen.

## Kommerzieller Erfolg

### Chartplatzierungen
White Flag erreichte in Deutschland die Chartspitze der Singlecharts und platzierte sich eine Woche an ebendieser sowie elf Wochen in den Top 10 und 21 Wochen in den Top 100. Die Single wurde zum fünften Charthit für Dido in Deutschland. Es ist nach Stan ihr zweiter Top-10- und Nummer-eins-Erfolg in Deutschland. Darüber hinaus platzierte sich das Lied sieben Wochen an der Chartspitze der deutschen Airplaycharts.
| ChartsChartplatzierungen       | Höchstplatzierung | Wochen |
| ------------------------------ | ----------------- | ------ |
| Deutschland (GfK)              | 1 (21 Wo.)        | 21     |
| Österreich (Ö3)                | 1 (24 Wo.)        | 24     |
| Schweiz (IFPI)                 | 2 (28 Wo.)        | 28     |
| Vereinigte Staaten (Billboard) | 18 (41 Wo.)       | 41     |
| Vereinigtes Königreich (OCC)   | 2 (16 Wo.)        | 16     |

| ChartsJahrescharts (2003) | Platzierung |
| ------------------------- | ----------- |
| Deutschland (GfK)         | 12          |
| Österreich (Ö3)           | 13          |
| Schweiz (IFPI)            | 5           |

| ChartsJahrescharts (2004)      | Platzierung |
| ------------------------------ | ----------- |
| Vereinigte Staaten (Billboard) | 36          |

### Auszeichnungen für Musikverkäufe
| Land/Region                  | Auszeichnungen für Musikverkäufe (Land/Region, Auszeichnung, Verkäufe) | Verkäufe  |
| ---------------------------- | ---------------------------------------------------------------------- | --------- |
| Australien (ARIA)            | Gold                                                                   | 35.000    |
| Belgien (BRMA)               | Gold                                                                   | 25.000    |
| Dänemark (IFPI)              | Gold (2003) · + Gold (2023)                                            | 49.000    |
| Deutschland (BVMI)           | Gold                                                                   | 150.000   |
| Italien (FIMI)               | Gold                                                                   | 35.000    |
| Neuseeland (RMNZ)            | Platin                                                                 | 30.000    |
| Norwegen (IFPI)              | Platin                                                                 | 10.000    |
| Österreich (IFPI)            | Gold                                                                   | 15.000    |
| Schweden (IFPI)              | Gold                                                                   | 10.000    |
| Schweiz (IFPI)               | Gold                                                                   | 20.000    |
| Spanien (Promusicae)         | Platin                                                                 | 60.000    |
| Vereinigte Staaten (RIAA)    | Gold                                                                   | 500.000   |
| Vereinigtes Königreich (BPI) | 2× Platin                                                              | 1.200.000 |
| Insgesamt                    | 10× Gold · 5× Platin ·                                                 | 2.139.000 |

Hauptartikel: Dido (Sängerin)/Auszeichnungen für Musikverkäufe